# جاك سيمونز (سياسي)
جاك سيمونز هو سياسي جنوب أفريقي، ولد في 1 فبراير 1907 في Riversdale, Rathfarnham ‏ في جمهورية أيرلندا، وتوفي في 22 يوليو 1995.